# Diecezja Barcelona
Diecezja Barcelona (łac. Dioecesis Barcinonensis in Venetiola) – diecezja Kościoła rzymskokatolickiego w Wenezueli. Wchodzi w skład metropolii Cumaná. Obszarem działania obejmuje stan Anzoátegui. Została erygowana 7 czerwca 1954 roku przez papieża Piusa XII mocą konstytucji apostolskiej Summa Dei voluntate.

## Główne świątynie
- Katedra: Katedra św. Krzysztofa w Barcelonie

## Biskupi diecezjalni
- José Humberto Paparoni, 1954–1959
- Angel Pérez Cisneros, 1960–1969
- Constantino Maradei Donato, 1969–1991
- Miguel Delgado Ávila SDB, 1991–1997
- César Ramón Ortega Herrera, 1998–2014
- Jorge Aníbal Quintero Chacón, od 2014